# Вершники (п'єса)
«Вершники» — п'єса давньогрецького поета і драматурга Арістофана, 424 до н. е. Політична сатира Арістофана досягає в цій п'єсі найвищої напруги. Міішенью нападок стає впливовий політик Клеон.

## Проблематика
Вершники - це не просто кіннотники: так називалося в Афінах цілий стан - ті, у кого вистачало грошей, щоб тримати бойового коня. Це були люди заможні, мали за містом невеликі маєтки, жили доходом з них і хотіли, щоб Афіни були мирною замкнутою сільськогосподарською державою. 
Поет Арістофан хотів миру; тому-то він і зробив вершників хором своїй комедії. Вони виступали двома полухорий і, щоб було смішніше, скакали на іграшкових дерев'яних кониках. А перед ними актори розігрували блазнівську пародію на афінську політичне життя. Господар держави - старий Народ, старий, ледачий і з'їхав з глузду, а його улещують і улещают хитрі політикани-демагоги: хто догідливі, той і сильніше. На сцені їх четверо: двох звуть справжніми іменами, Нікій і Демосфен, третього звуть Шкіряник (справжнє ім'я йому Клеон), а четвертого звуть Ковбасник (цього головного героя Арістофан вигадав сам). 
Для мирної агітації час був важкий. Нікій і Демосфен (не комедійні, а справжні афінські полководці, не плутайте цього Демосфена з однойменною знаменитим оратором, який жив на сто років пізніше) тільки що біля міста Пилоса взяли в оточення велике спартанське військо, але розбити і захопити в полон його не могли. Вони пропонували скористатися цим для укладання вигідного миру. А суперник їх Клеон (він і справді був ремісником-шкіряником) вимагав добити ворога і продовжувати війну до перемоги. Тоді вороги Клеона запропонували йому самому прийняти командування - в надії, що він, який ніколи не воював, зазнає поразки і зійде зі сцени. Але сталася несподіванка: Клеон здобув при Пілосі перемогу, навів спартанських бранців до Афін, і після цього від нього в політиці вже зовсім не стало проходу: хоч би хто намагався сперечатися з Клеоном і викривати його, то відразу нагадували: «А Пілос? а Пілос? »- і доводилося мовчати. І ось Арістофан взяв на себе немислиме завдання: пересміяти цей «Пілос», щоб при будь-якій згадці цього слова афіняни згадували не Клеонову перемогу, а Арістофанови жарти і не пишалися б, а реготали. 

## Сюжет
На сцені - будинок господаря Народу, а перед будинком сидять і горюють два його раба-прислужника, Нікій і Демосфен: були вони у господаря в милості, а тепер їх відтер новий раб, негідник шкіряник. Вони двоє заварили славну кашу в Пілосі, а він вихопив її в них з-під носа і підніс Народові. Той сьорбає, а кожум'яки кидає всі ласі шматочки. Що робити? Подивимося в древніх пророцтвах! Війна - час тривожне, забобонне, люди в безлічі згадували (або вигадували) старовинні темні пророцтва і тлумачили їх стосовно до нинішніх обставин. Поки шкіряник спить, викрадаючи у нього з-під подушки найголовніше пророцтво! Вкрали; там написано: «Найгірше перемагається лише гіршим: буде в Афінах канатників, а гірше його скотар, а гірше його шкіряник, а гірше його ковбасник». Політик-канатників і політик-скотар вже побували при владі; тепер коштує шкіряник; треба шукати ковбасника. 
Ось і ковбасник з м'ясним лотком. «Ти вчений?» - «Тільки стукалками». - «Чому вчився?» - «Красти і відпиратися». - «Чим живеш?» - «І передом, і задом, і ковбасами». - «Про, рятівник наш! Бачиш ось цей народ у театрі? Хочеш над ними усіма бути правителем? Вертіти Радою, репетувати в зборах, пити і блудити на казенний рахунок? Однією ногою стояти на Азії, інший на Африці? »-« Та я низького роду! »-« Тим краще! »-« Та я майже неписьменний! »-« То-то й добре! »-« А що треба робити? » - «Те ж, що і з ковбасами: покруче замішую, міцніше підсолювати, польстівей підсолоджувати, голосніше викліківай». - «А хто допоможе?» - «Вершники!» На дерев'яних кониках на сцену в'їжджають вершники, переслідуючи Клеона-гарбарника. «Ось твій ворог: перевершивши його похвалянням, і батьківщину - твоє!»
Починається змагання в хвастощі, перемежаемие бійками. «Ти шкіряник, ти шахрай, всі твої підметки - гниль!» - «А зате я цілий Пілос проковтнув одним ковтком!» - «Але спершу набив утробу всієї афінської скарбницею!» - «Сам ковбасник, сам кішочнік, сам недоїдки крав!» - «Як не сілься, як не сердься, все одно перекричить!» Хор коментує, під'юджує, згадує добрі звичаї батьків і нахвалює громадянам найкращі наміри поета Арістофана: були і раніше хороші автори комедій, але один старий, інший п'яний, а ось цього варто послухати. Так належало у всіх старовинних комедіях. 
Але це - приповідка, головне попереду. На шум з будинку заплітається ходою виходить старий Народ: хто з суперників більше його любить? «Якщо я тебе не люблю, хай мене розкрою на ремені!» - Кричить шкіряник. «А мене нехай нарубає на фарш!» - Кричить ковбасник. «Я хочу твоїм Афінам влади над всією Грецією!» - «Щоб ти, Народ, страждав в походах, а він наживався від кожної здобичі!» - «Згадай, Народ, від скількох змов я тебе врятував!» - «Не вір йому, це сам він каламутив воду, щоб рибку половити! »-« Ось тобі моя овчина гріти старі кістки! »-« А ось тобі подушечка під зад, який ти натер, веслуючи при Саламіні! »-« У мене для тебе цілий скриня благих пророцтв ! »-« А в мене цілий сарай! » Один за іншим читають ці пророцтва - пишномовний набір безглуздих слів - і один за іншим їх тлумачать самим фантастичним чином: кожен на користь собі і на зло противнику. Звичайно, у ковбасника це виходить набагато цікавіше. Коли закінчуються пророцтва, в хід йдуть загальновідомі приказки - і теж з найнесподіванішими тлумаченнями на злобу дня. Нарешті справа доходить до прислів'я: «Є, крім Пилоса, Пілос, але є ще Пілос і третій!» (У Греції дійсно було три міста під такою назвою), слід купа неперекладних каламбурів на слово «Пілос». І готово - мета Арістофана досягнуто, вже жоден з глядачів не згадає цей Клеоном «Пілос» без веселого реготу. «Ось тобі, Народ, від мене юшка!» - «А від мене каша!» - «А від мене пиріг!» - «А від мене вино!» - «А від мене печеня!» - «Ой, шкіряник, подивись -ка, он гроші несуть, поживитися можна! »-« Де? де? » Шкіряник кидається шукати гроші, ковбасник підхоплює його палке й підносить від себе. «Ах ти, негідник, чуже від себе підносиш!» - «А чи не так ти і Пілос собі присвоїв після Нікія і Демосфена?» - «Не важливо, хто зажарив, - честь піднісши!» - Проголошує Народ. Шкіряника женуть у шию, ковбасника проголошують головним радником Народу. Хор підспівує всього цього куплетами на славу Народу і за ганьбу такого-то розпусника, і такого-то боягуза, і такого-то казнокрада, всіх - під власними іменами. 
Розв'язка - казкова. Був міф про чаклунку Медеї, яка кидала старого в котел із зіллям, і старий виходив звідти хлопцем. Ось так за сценою і ковбасник кидає старий Народ в киплячий казан, і той виходить звідти молодим і квітучим. Вони крокують по сцені, і Народ велично оголошує, як тепер добре житиметься хорошим людям і як заслузі поплатяться погані (і такий-то, і такий-то, і такий-то), а хор радіє, що повертаються старі добрі часи, коли всі жили привільно, мирно і ситно.